# Manuel Blum
Manuel Blum (n. 26 aprilie 1938, Caracas, Venezuela) este un inginer și informatician american de origine venezuelană, laurat al Premiului Turing în 1995 pentru merite în domeniul teoriei complexității și al aplicațiilor acesteia în criptografie.
1. ↑   https://www.acm.org/media-center/2021/january/fellows-2020, accesat în 24 iunie 2024 Lipsește sau este vid: |title= (ajutor)